# Кизикермен
46°50′02″ пн. ш. 33°25′11″ сх. д. / 46.83389° пн. ш. 33.41972° сх. д.

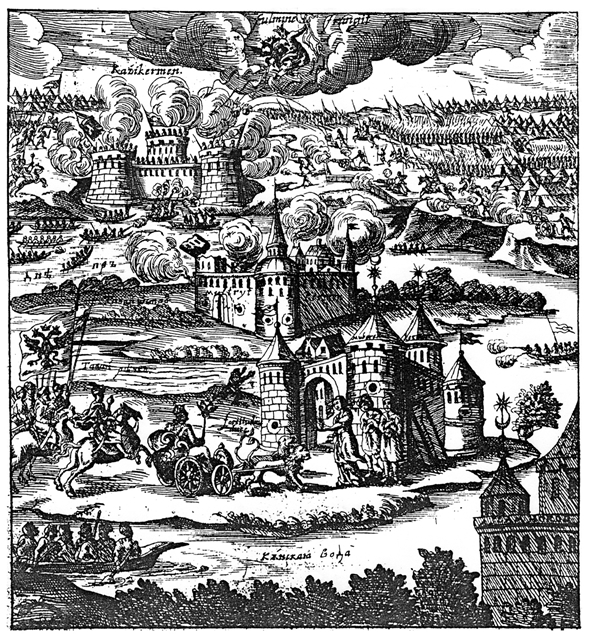
Облога Кизикермена російськими військами за участі Мазепи.

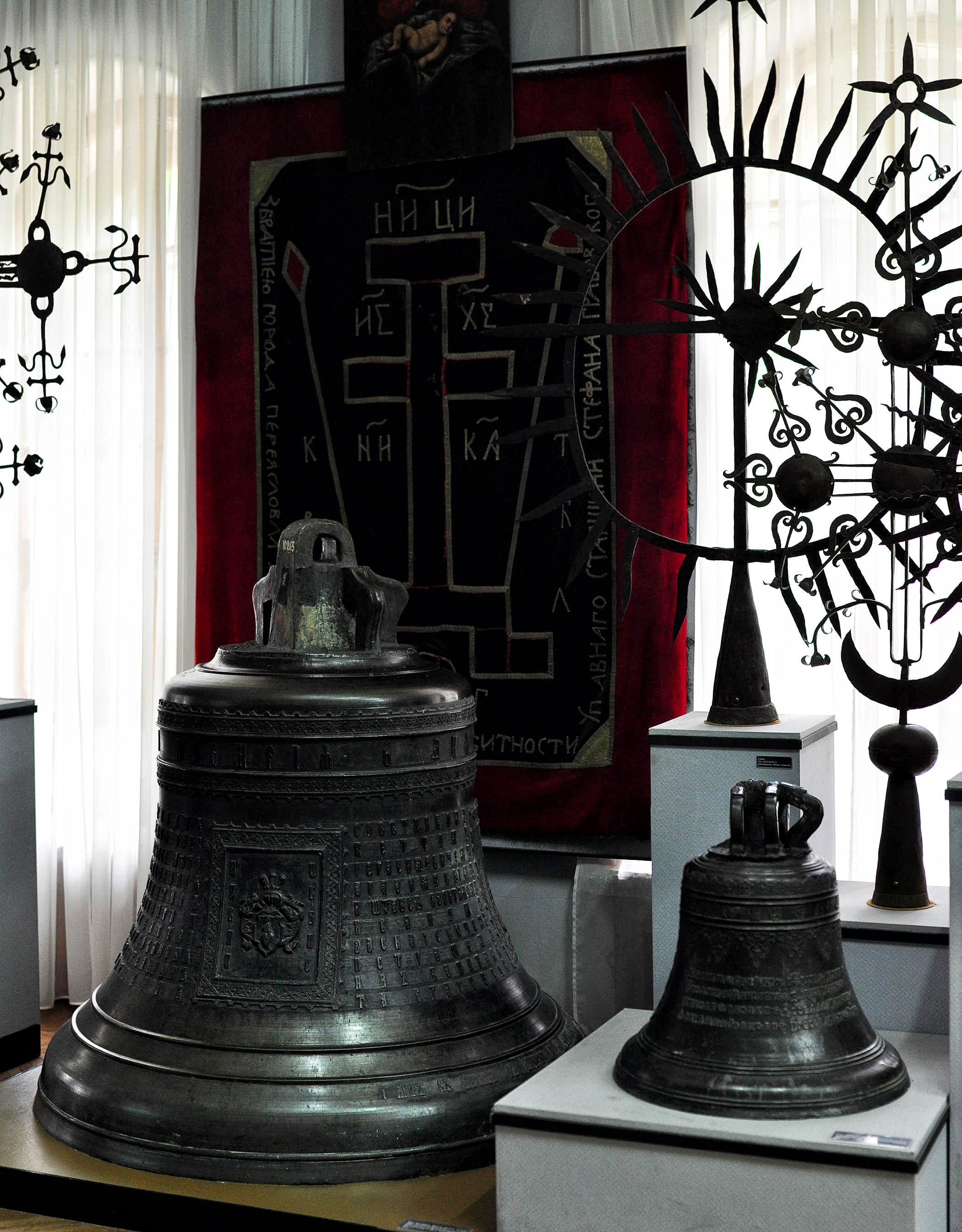
Дзвін відлитий з трофейних гармат захоплених вояками Полтавського полку

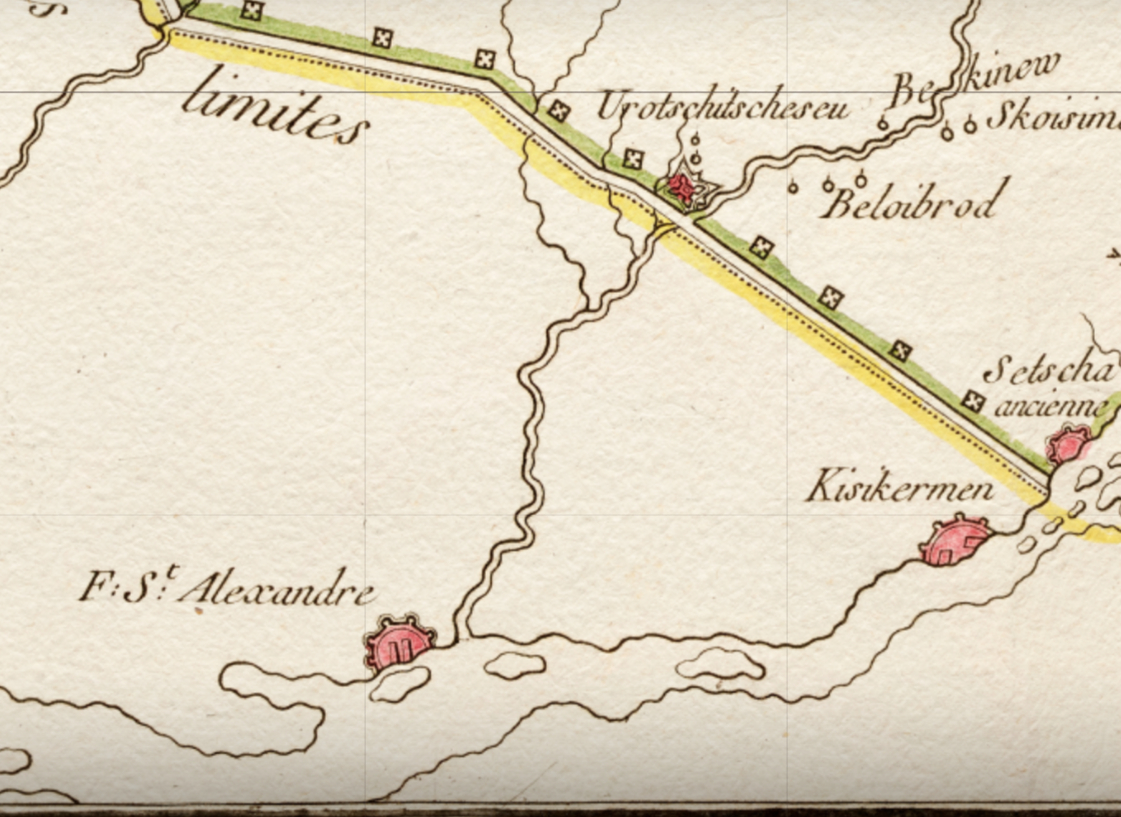
Кизикермен на мапі "Нової Сербії" з військового атласу Лє Ружа. Париж, 1769 р.

Кизикерме́н (крим. Ğazı Kermen, غازى كرمان, осман. Gazi Kirmân, غازى كرمان; з турецької — Дівоча фортеця) — стародавнє місто-фортеця. Нині це місто Берислав у Херсонській області.
Наприкінці XIV століття золотоординський хан Тохтамиш побудував тут фортецю Доган-гечит, зруйновану в 1399 році ханом Тимур-Кутлуком.
На початку XV століття литовська митниця Вітовта. Після смерті великого князя литовського Вітовта переходить під контроль кримських татар, які близько 1450 збудували тут фортецю Казікермен (або Кизикермен, з турецької — «Судейська фортеця», від слова «кази» — суддя; інший варіант перекладу — «Дівоча фортеця»).
Наприкінці 1660-х років зводиться кам'яна фортеця — один з опорних пунктів турецького панування в Північному Причорномор'ї. Розташовувалася у районі пристані сучасного Берислава і складалася з малого, середнього і великого містечок. Мале містечко (цитадель) містилося на кам'яній скелі поруч балки Кизикерменки. 1678-1679 фортецю було значно розширено — зі східного боку замку добудували «середнє» містечко з кам'яними стінами.
Казікермен оточував великий форштадт (передмістя) із земляними укріпленнями. Місто разом з іншими сусідніми фортецями — Таванню, Іслам-Керменом, Шагін-Керменом — забезпечувало охорону татарської переправи через Дніпро. Воно було серйозною перешкодою для морських походів запорожців і плацдармом для нападів на козацькі землі Гетьманщини.
Козаки постійно загрожували Кизикермену. 1670 року Іван Сірко взяв його в облогу, а через рік частково зруйнував. 31 липня 1695 року фортеця була захоплена московсько-гетьманськими військами Бориса Шереметьєва та Івана Мазепи під час успішного Азовського походу.
1698 року під час Кримського походу союзницька армія брала фортецю в облогу. За умовами Константинопольського мирного договору 1700 вона мала залишатися незаселеною. Утім, місто фактично продовжувало існувати у XVIII столітті як значний пункт транзитної торгівлі. Після російсько-турецької війни 1768—1774 Кизикермен — у складі Російської імперії (певний час існував навіть Казикерменський повіт Херсонської провінції Новоросійської губернії). Заселявся переважно переселенцями з Полтавської та Чернігівської губерній.
У 1784 році на руїнах Кизикермена виникло місто Берислав. У 1858 році в проекті герба Берислава було увічнено колишню назву міста— «Дівоча фортеця»: у золотому щиті, на чорній горі, — червона кругла вежа, на якій стоїть дівчина в блакитному убранні; у вільному куті щита — герб Херсонської губернії.